# Cadena de Emisoras Sindicales
La Cadena de Emisoras Sindicales (CES) va ser una de les cadenes de radiodifusió espanyola, de titularitat pública, que va existir durant la dictadura franquista. Encara que associada amb el Sindicat Vertical, les emissores depenien de la Secretaria General del Moviment.
Al llarg de la dècada dels quaranta, van sorgir diferents emissores de ràdio en tota mena de poblacions, que emetien en ona curta i ona mitjana, d'orígens diversos: parroquials, sindicals, juvenils o del Moviment, generalment de petita potència, que amb el temps van complicar de tal manera el panorama radiofònic que va ser necessari establir una sèrie de reglaments tendents a organitzar les ones.
Ja el Pla de Copenhaguen de 1948, es va assignar per a Espanya 11 freqüències d'ona mitjana (OM), del tot insuficients per a la gran quantitat d'emissores que existien.
Més tard la Conferència d'Estocolm de 1952, va concedir 83 freqüències de freqüència modulada (FM).
Davant les pressions dels governs europeus, es va haver de posar ordre en aquest embolic, i en el cas de les emissores sindicals, el Decret d'11 d'agost de 1953, va crear la Cadena de Emisoras Sindicales (CES), agrupant totes les nascudes amb aquest origen.
Però no és fins al Pla Transitori d'Ones Mitjanes, de 23 de desembre de 1964, quan es posa ordre definitivament al panorama radiofònic espanyol. Així pel que fa a les cadenes del Moviment (REM, CAR i CES), s'estableix que almenys hi haurà una emissora d'ona mitjana a cada província. Desapareixen les emissores locals de baixa audiència i es traslladen a FM les emissores locals de ràdio, d'audiència mitjana.
En el cas de la CES se li assignà 19 emissores d'ona mitjana, i una sèrie d'emissores de freqüència modulada, que són les que figuren en la relació que segueixen.
Amb la restauració de la democràcia a Espanya el 1977, les cadenes públiques depenent del Moviment, tals com Xarxa d'Emissores del Moviment, Cadena Azul de Radiodifusión i CES van perdre la seva raó de ser, fusionant-se el 1978 per formar Radiocadena Española.